# Valknop

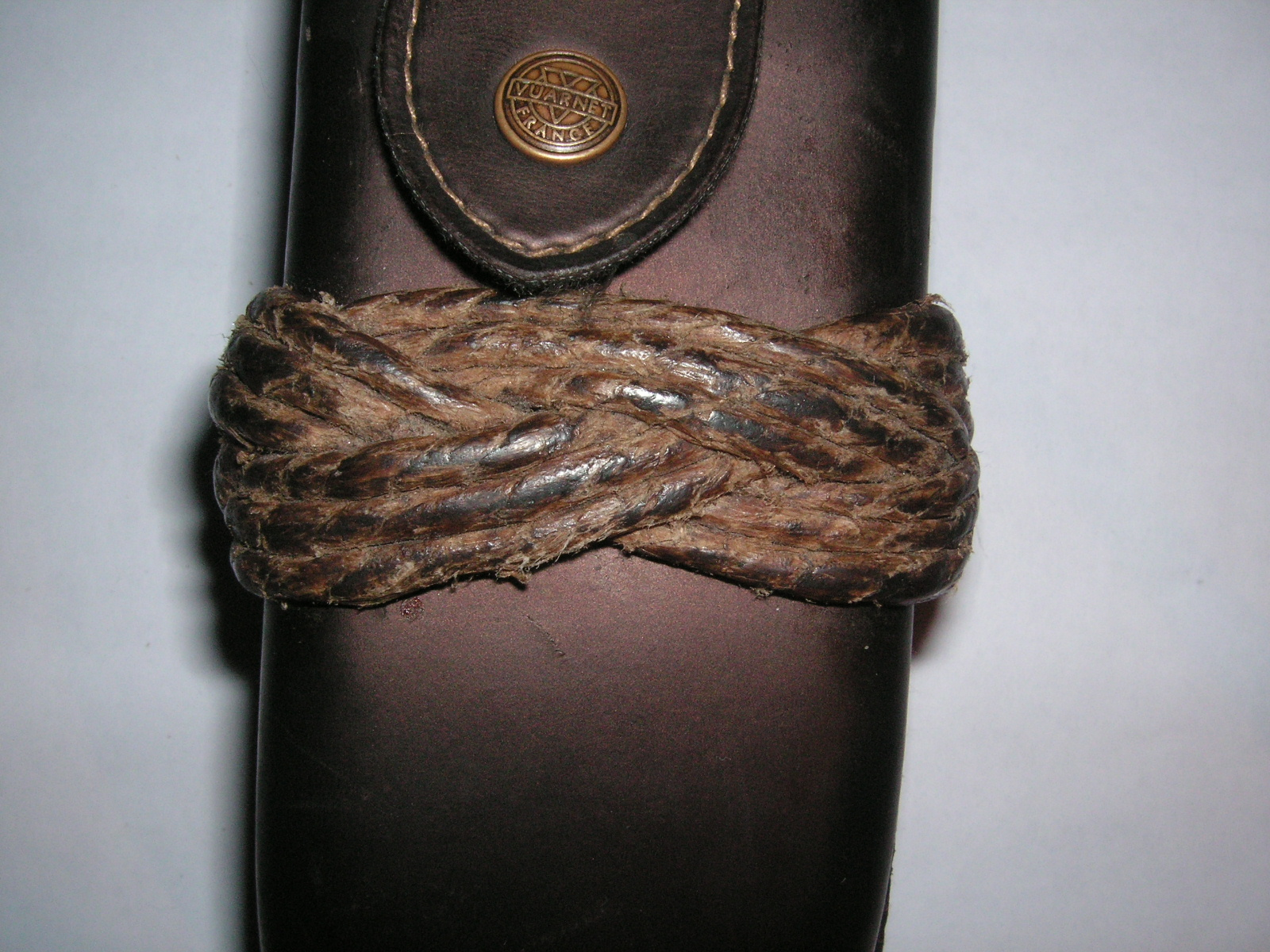
Valknop

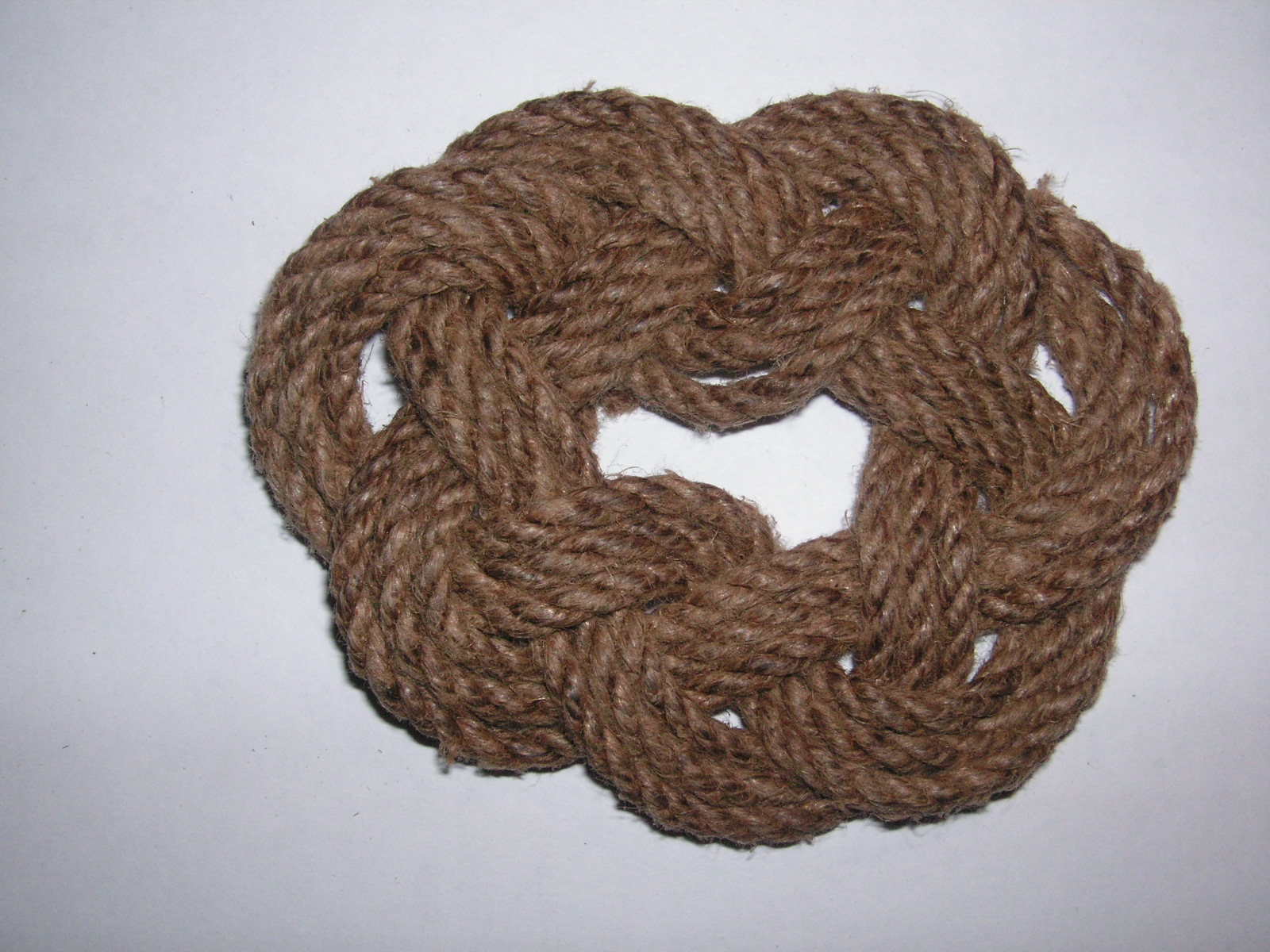
Platt Valknop

Valknopen är en form av dekorationsknop. Ett vanligt användningsområde är som sölja på scouthalsduken, då oftast tillverkad av läder eller rot. Knopen brukar också anbringas runt till exempel en grövre tamp (kallas då pertkunta) eller en ledstång.
Man definierar valknopar efter antal slagningar och bukter, bilderna visar tre-slagna valknopar (tre eftersom den ser ut att vara flätad av tre uppsättningar linor). Den nedre har sju bukter, vilket kommer av att linan går ut från knopen och in igen sju gånger.
Det finns också fyrslagen, femslagen och flerslagen/mångslagen valknop
Valknopen, som har sitt namn och utförande från valknuten (en fornnordisk symbol), kan också göras platt och användas som underlägg eller till militära uniformer för att fästa en ägiljett när axelklaff saknas.
Dras en tre-slagen valknop med fyra bukter åt helt blir den inte olik apnäven, fast mindre rund.